# Pat Heywood
Patricia „Pat“ Heywood (* 1. August 1931 in Gretna Green, Schottland; † 26. Juni 2024) war eine britische Schauspielerin.

## Leben und Karriere
Pat Heywood wurde als eines von fünf Kindern eines schottischen Ingenieurs geboren. Ihre Schauspielausbildung absolvierte sie an der Bristol Old Vic Theatre School in Bristol. Es folgte eine längere Theaterkarriere, unter anderem in London und Bristol. Im britischen Fernsehen war sie erstmals 1958 im Fernsehfilm The Castiglioni Brothers zu sehen. Ihr Kinodebüt machte Heywood 1968 mit 36 Jahren in Romeo und Julia unter der Regie von Franco Zeffirelli, wo sie die Rolle von Julias Amme übernahm. Romeo und Julia brachte ihr eine Nominierung für den British Academy Film Award in der Kategorie Beste Nebendarstellerin ein. Mit Zeffirelli drehte sie später auch die Filme Il giovane Toscanini (1988) und Storia di una capinera (1993).
In der Folgezeit wurde die Charakterdarstellerin vor allem in mütterlichen, oft warmherzigen Rollen besetzt. Sie spielte unter anderem die Ehefrau des von Richard Attenborough verkörperten Frauenmörders in John Christie, der Frauenwürger von London (1971) von Richard Fleischer. In den 1970er- und 1980er-Jahren war Heywood in zahlreichen britischen Fernsehproduktionen zu sehen, beispielsweise 1978 als Dienerin Ellen Dean in einer mehrteiligen Fernsehverfilmung von Emily Brontës Roman Sturmhöhe. 
Pat Heywood war von 1965 bis zu dessen Tod mit ihrem Schauspielkollegen Oliver Neville (1929–2021), dem zeitweiligen Schulleiter der Royal Academy of Dramatic Art, verheiratet.

## Filmografie (Auswahl)
- 1958: The Castiglioni Brothers (Fernsehfilm)
- 1968: Romeo und Julia (Romeo and Juliet)
- 1969: Unter der Treppe (Staircase)
- 1969: Luftschlacht um England (Battle of Britain)
- 1970: Mord nach Art des Hauses (Mumsy, Nanny, Sonny & Girly)
- 1970: Mein Weg nach oben (All the Way Up)
- 1971: John Christie, der Frauenwürger von London (10 Rillington Place)
- 1972: Der junge Löwe (Young Winston)
- 1972: Wer hat Tante Ruth angezündet? (Whoever Slew Auntie Roo?)
- 1976: Lucky Feller (Fernsehserie, 12 Folgen)
- 1978: Wuthering Heights (Fernseh-Miniserie, 4 Folgen)
- 1987: Der geheime Garten (The Secret Garden; Fernsehfilm)
- 1987: Wish You Were Here – Ich wollte, du wärst hier (Wish You Were Here)
- 1988: Il giovane Toscanini
- 1989: Das verflixte erste Mal (Getting It Right)
- 1991: Inspector Morse (Fernsehserie, 1 Folge)
- 1992: Root Into Europe (Fernsehserie, 5 Folgen)
- 1993: Zeffirellis Spatz (Storia di una capinera)